# Bernadette Rauter
Bernadette »Berni« Rauter, avstrijska alpska smučarka, * 8. avgust 1949, Breitenwang.
Nastopila je na olimpijskih igrah 1968 in 1972, kjer je bila osma v slalomu in deveta v smuku. V svetovnem pokalu je tekmovala sedem sezon med letoma 1967 in 1973 ter dosegla tri zmage in še štiri uvrstitve na stopničke. V skupnem seštevku svetovnega pokala se je najvišje uvrstila na deseto mesto leta 1969.